# Éléphant (groupe)
Pour les articles homonymes, voir Éléphant (homonymie).
Éléphant est un groupe de pop français. Formé en 2009, il était composé de Lisa Wisznia et François Villevieille. Le nom du groupe est inspiré des initiales des prénoms des deux membres. Le groupe signe en juin 2012 avec le label Columbia/Sony Music. Après deux albums, Éléphant se sépare en 2016.

## Biographie
Éléphant est un duo musical formé en 2009 et composé de Lisa Wisznia et François Villevieille. Le nom du groupe est inspiré des initiales des prénoms des deux membres. Lisa Wisznia vient du théâtre alors que François Villevieille est un violoniste. Après leur rencontre, ils décident de chanter ensemble.
En janvier 2012, le duo publie un premier EP, intitulé Rien. Le groupe effectue plusieurs premières parties pour Patrick Bruel (concert à Paris-Bercy le 22 juin 2013) , Benjamin Biolay ou Élie Semoun. Lisa Wisznia rencontre Biolay et lui passe le disque du groupe. Biolay émet alors l'hypothèse pour une première date en province. La première partie assurée est à Lyon lors du passage de Biolay au Transbordeur à Lyon. Wisnia connait Semoun après avoir participé à un DVD des Petites annonces. Semoun désire pour son spectacle une première partie musicale, le duo effectuera une semaine au Trianon à Paris. En juin 2012, le groupe participe à la première édition du Mathurin Live Contest de l'hôtel parisien Le Mathurin. Avec quatre autres groupes, il joue devant un jury de neuf professionnels. Désigné vainqueur, le duo bénéficie d'une bourse d'aide à la production d'une valeur de 5 000 euros. De plus, ce-même mois, le duo signe avec le label Columbia/Sony Music.
Leur premier album, Collective mon amour, sort le 13 mai 2013 et le duo en fait la promotion sur de nombreux médias : Taratata, CAVous , France Inter,, France Bleu (Concert Privé, Fête de la Musique à l'Olympia, émissions)… François Villevieille a écrit et composé la chanson Les Espaces et les Sentiments sur l'album Love Songs de Vanessa Paradis, paru en 2013.
En 2016, le groupe sort son deuxième album, Touché coulé, « qui devient autant la preuve de la survie du groupe que l'acte de divorce du couple » selon le magazine Gala. Le couple, ensemble pendant sept ans, se sépare et annonce donc en parallèle la séparation du groupe.

## Discographie

### Singles et EP
- 2009 : Lisa (single)
- 2012 : Rien (EP)
- 2013 : Collective mon amour (single)
- 2013 : Danse danse (single)
- 2015 : L'Amour, la haine (single)
- 2016 : Touché coulé (single)

## Distinctions
Éléphant est « Découverte francophone » pour la période janvier-février 2013 par le Groupement des radios francophones publiques, avec leur titre Collective mon amour.

## Reprises et autres
Le groupe Éléphant a été parodié par le duo d'humoristes Grégoire et David du Palmashow dans le sketch Hit Clip, se renommant pour l'occasion The Bobo's, reprenant leur chanson Collective mon amour sous le titre de À l'unisson.